# Tadó (kommun)
Tadó är en kommun i Colombia.   Den ligger i departementet Chocó, i den västra delen av landet, 270 km väster om huvudstaden Bogotá. Antalet invånare är 18 041.